# Walid Cheddira
Walid Cheddira (tiếng Ả Rập: وليد شديرة; sinh ngày 22 tháng 1 năm 1998) là một cầu thủ bóng đá chuyên nghiệp hiện thi đấu ở vị trí tiền đạo cho câu lạc bộ Frosinone tại Serie A theo dạng cho mượn từ câu lạc bộ Napoli . Sinh ra ở Ý, anh chơi cho đội tuyển quốc gia Maroc từ năm 2022.